# Faso (Musiker)

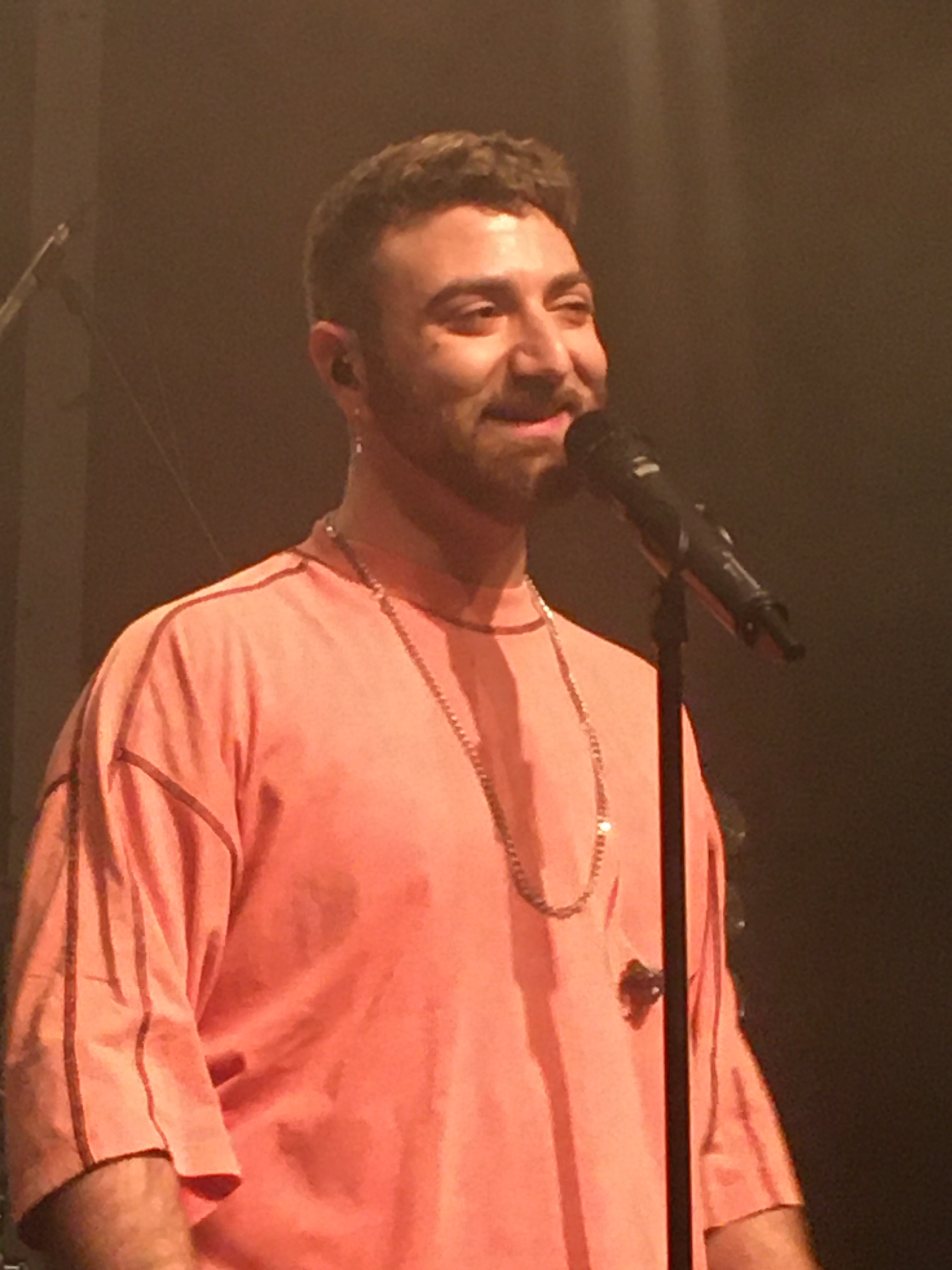
Faso (2019)

Faso (* 12. August 1988 in Letmathe; bürgerlich Filippo Grasso; Eigenschreibweise: FASO) ist ein deutscher Popmusiker und Songwriter.

## Leben
Faso ist der jüngere von zwei Brüdern und wuchs im Ruhrgebiet auf.
Beide Eltern stammen von der italienischen Insel Sizilien. Er besuchte die Städtische Gesamtschule in Fröndenberg, dort absolvierte er erfolgreich sein Abitur. Nach dem Abitur verließ Faso seine Heimatstadt, um an der Universität Paderborn Populäre Musik und Medien zu studieren. Seit 2010 ist er hauptberuflich Live-Musiker und Songwriter.

## Karriere
Die ersten konkreten Schritte in Richtung eigener Musik macht Faso 2011, als er als Frontmann bei der Teenie-Band Peachbox einstieg, die ab dem Zeitpunkt den Namen Enter Metropolis trug. Mit der Alternative-Rock-Band veröffentlichte er 2014 nach einigen Singles das erste Studioalbum Bright Lights. Nach einer Deutschland-Tour und einer Irland-Tour begann die Arbeit für das zweite Studioalbum. Dieses sollte jedoch nie beendet werden, da die Band sich 2017 endgültig trennte.
2016 schaffte Faso es in den renommierten Eventim Popkurs in Hamburg, wo er unter der Leitung von Anselm Kluge und Peter Weihe die Grundsteine für seine Solokarriere legte. Dort lernte er unter anderem Joshua Lange kennen, seinen aktuellen Produzenten.
2018 unterschrieb Faso bei Milchmusik, dem Plattenlabel von Joshua Lange, Peter Plate und Ulf Leo Sommer. Dort veröffentlichte er 2019 seine erste Single So Einfach. Erstmalige Aufmerksamkeit erhielt Faso mit seiner zweiten Single Sizilia, die innerhalb von wenigen Tage über 120.000 Streams auf YouTube erhielt. Darauf folgten die Singles Deine Stimme und Bleib Hier.
2019 begleitete Faso Jini Meyer (Ex-Luxuslärm) als Support-Act auf ihrer Deutschland-Tour. Unter anderem begleitete Faso auch Alex Diehl bei seiner Tour. Weitere geplante Support-Touren mussten wegen der COVID-19-Pandemie abgesagt werden.
2020 veröffentlichte Faso dann in Zusammenarbeit mit Peter Plate und Marcella Rockefeller die Single Heller. Diese schaffte es in die iTunes-Charts und ermöglichte Faso unter anderem Auftritte beim SWR3 und im ZDF-Fernsehgarten. Zu diesem Zeitpunkt reiht Faso sich bereits bei den Künstlern der Booking-Agentur Neuland Concerts ein.
Faso sollte im August 2020 sein erstes Studioalbum veröffentlichen. Die Veröffentlichung wurde wegen der COVID-19-Pandemie auf 2021 verschoben.
Neben seinem Soloprojekt wirkt Faso auch als Songwriter. 2017 schrieb er an der von Philipp Steinke produzierten Platte Etna von Luca Vasta mit, wo er auch für den Track Rosa als Duett-Partner sang. 2020 entstand in Zusammenarbeit mit Benjamin Brümmer und Henrik Oberbossel unter anderem der Song Hautnah für Vincent Gross und der Song Lebenselixier für Paulina Wagner. Mit Ich lass dich los platzierte Faso ebenfalls auf dem Album Frei Sein von Jini Meyer einen Song. Das Album schaffte es bei Veröffentlichung in die deutschen Albumcharts.

## Musikstil
Fasos Musikstil ist eine Kombination aus Deutsch-Pop mit Einflüssen aus dem amerikanischen Contemporary R&B der 80er und 90er Jahre. Im Vordergrund stehen immer Groove und Stimme.

## Diskografie

### EPs
- 2024: So viel mehr

### Singles
- 2019: So Einfach
- 2019: Sizilia
- 2019: Deine Stimme
- 2020: Bleib Hier
- 2020: Bleib Hier (Akustisch)
- 2020: Heller (High Heels) feat. Peter Plate & Marcella Rockefeller
- 2020: Ich will nur, dass du ok bist
- 2020: Heller (High Heels) – Ross Antony, Marcella Rockefeller & FASO
- 2020: Wo solln wir hingehn – FASO & Peter Plate
- 2021: Bleibtreustrasse
- 2021: Sicilia
- 2022: Hoch
- 2022: Richtiger Mensch Falscher Moment
- 2023: Glücklich geht nur ohne Dich
- 2023: Alles um mich wiederzusehen
- 2023: Hör auf mich zu suchen
- 2024: Lüg mich an